# Kanton Bar-sur-Seine
Bar-sur-Seine is een kanton van het Franse departement Aube. Het kanton maakt deel uit van het arrondissement Troyes. Het heeft een oppervlakte van 668.27 km² en telt 16.609 inwoners in 2018, dat is een dichtheid van 25 inwoners per km².

## Gemeenten
Het kanton Bar-sur-Seine omvatte tot 2014 de volgende 22 gemeenten:
- Bar-sur-Seine (hoofdplaats)
- Bourguignons
- Briel-sur-Barse
- Buxeuil
- Chappes
- Chauffour-lès-Bailly
- Courtenot
- Fouchères
- Fralignes
- Jully-sur-Sarce
- Marolles-lès-Bailly
- Merrey-sur-Arce
- Poligny
- Rumilly-lès-Vaudes
- Saint-Parres-lès-Vaudes
- Vaudes
- Villemorien
- Villemoyenne
- Ville-sur-Arce
- Villiers-sous-Praslin
- Villy-en-Trodes
- Virey-sous-Bar

Door de herindeling van de kantons bij decreet van 21 februari 2014 met uitwerking op 22 maart 2015 werd de gemeente Villiers-sous-Praslin overgeheveld naar het kanton Les Riceys en werden er volgende 25 gemeenten aan toegevoegd : 
- Bertignolles
- Buxières-sur-Arce
- Celles-sur-Ource
- Chacenay
- Chervey
- Courteron
- Cunfin
- Éguilly-sous-Bois
- Essoyes
- Fontette
- Gyé-sur-Seine
- Landreville
- Loches-sur-Ource
- Magnant
- Mussy-sur-Seine
- Neuville-sur-Seine
- Noë-les-Mallets
- Plaines-Saint-Lange
- Polisot
- Polisy
- Saint-Usage
- Thieffrain
- Verpillières-sur-Ource
- Vitry-le-Croisé
- Viviers-sur-Artaut